# Serenata de Amor
Serenata de Amor é uma marca de chocolates, sorvetes e confeitos pertencente a Chocolates Garoto e representa uma das principais marcas da referida empresa. Foi lançada pela Chocolates Garoto em 1949, quando a ideia inicial seria outro nome: "Serenata ao Luar", em homenagem ao namorado. No entanto, "Luar", já aparecia no nome de outro bombom e, após algumas tentativas, ficou decidido que seria "Serenata de Amor".

## Linha de produtos
- bombom Serenata de Amor[3] - Bombom com recheio de wafer e castanha de caju;
- bombom Serenata de Amor Branco[4] - Bombom com recheio de wafer e castanha de caju coberto com chocolate branco;
- bombom Serenata de Amor mousse[5] - Bombom com recheio de wafer e mousse de chocolate;
- confeitos Serenata de Amor Balls[6] - bolinhas crocantes de castanha de caju com cobertura de chocolate.
- picolé Serenata de Amor.[7]